# AZ Alkmaar
Alkmaar Zaanstreek, poznan tudi pod imeni AZ Alkmaar in AZ je nizozemski nogometni klub iz mesta Alkmaar. Klub je bil ustanovljen 10. maja 1967 in igra v Eredivisie, 1. nizozemski nogometni ligi.
AZ Alkmaar je dvakrat osvojil nizozemsko prvenstvo, v sezonah 1980/81 in 2008/09. Štirikrat pa je osvojil KNVB pokal. Na evropski ravni je bil AZ Alkmaar večkratni udeleženec Evropske lige, kjer je najboljši rezultat dosegel prav v sezoni 1980/81, ko je postal podprvak. V sezoni 2009/10 pa je bil tudi udeleženec Lige prvakov, kjer pa je v skupini z Arsenalom, Olympiakosom in Standard Liègom osvojil zadnje mesto (4 remiji, 2 poraza).
Njegov domači stadion je AFAS Stadion, ki sprejme 17.023 gledalcev. Barvi dresov sta bela in rdeča. Nadimek nogometašev AZ Alkmaarja je Cheeseheads ("siroglavci"), saj je mesto Alkmaar znano po siru.